# Оптом дешевле 2
«Оптом дешевле 2» (англ. Cheaper by the Dozen 2) — комедия Адама Шенкмана, премьера которой состоялась 16 декабря 2005 года. Продолжение фильма 2003 года «Оптом дешевле». В России премьера состоялась 26 января 2006 года. Бюджет фильма составил 60 000 000$, а сборы на 28 апреля 2006 года составили 82 569 532$.

## Сюжет
Продолжение одноимённой комедии. Семья Бейкеров едет на отдых к озеру Виннетка, у которого отдыхала много лет назад. Но тихого отдыха не получается — на месте они встречают знакомую семью, и между отцами начинается соперничество, подогреваемое подростковыми комплексами. Главы семей вовлекают в конфликт детей и жён. После ряда приключений, только любовь и простые человеческие ценности позволяют избежать трагедии.

## В ролях
Семейство Бейкер:
- Стив Мартин — Том Бейкер
- Бонни Хант — Кейт Бейкер
- Пайпер Перабо — Нора Бейкер-МакНалти
- Том Уэллинг — Чарли
- Хилари Дафф — Лоррейн
- Кевин Шмидт[англ.] — Генри
- Элисон Стоунер — Сара
- Джейкоб Смит[англ.] — Джейк
- Лилиана Муми — Джессика
- Морган Йорк — Ким
- Форрест Лэндис[англ.] — Марк
- Блейк Вудруфф[англ.] — Майк
- Брент Кинсман — Найджел
- Шейн Кинсман — Кайл
- Джонатан Беннетт — Бад МакНалти, муж Норы

Семейство Мёрто:
- Юджин Леви — Джимми Мёрто
- Кармен Электра — Сарина Мёрто
- Джейми Кинг — Энн
- Тейлор Лотнер — Элиот
- Александр Конти[англ.] — Кеннет
- Мелани Тонелло — Беки
- Робби Амелл — Дэниел
- Кортни Фицпатрик — Лиза
- Мэдисон Фицпатрик — Робин
- Шон Робертс — Кэлвин

## Награды[6]
| Год  | Премия              | Категория                           | Номинант      | Результат |
| ---- | ------------------- | ----------------------------------- | ------------- | --------- |
| 2006 | «Золотая малина»    | «Худшая мужская роль второго плана» | Юджин Леви    | Номинация |
| 2006 | «Золотая малина»    | «Худшая женская роль»               | Хилари Дафф   | Номинация |
| 2006 | Teen Choice Awards  | Choice Movie Actress: Comedy        | Хилари Дафф   | Номинация |
| 2006 | Young Artist Awards | Best Young Ensemble Cast            | «Дети» Бейкер | Номинация |